# Rovine di Loropéni
Le rovine di Loropéni sono un sito medievale vicino alla città di Loropéni nel Burkina Faso meridionale. Sono stati aggiunti alla Lista del patrimonio dell'umanità dell'UNESCO nel 2009. Queste rovine sono il primo sito del patrimonio mondiale del paese. Il sito, che si estende su 11130 m², comprende uno schieramento di mura in pietra che circonvano una fortezza medievale, la meglio conservata delle dieci della zona. Risalgono ad almeno mille anni addietro. L'insediamento fu occupato dal popolo Lohron o Kulango e prosperò grazie al commercio trans-sahariano dell'oro, raggiungendo il suo apice tra il XIV e il XVII secolo. Fu abbandonato all'inizio del XIX secolo.

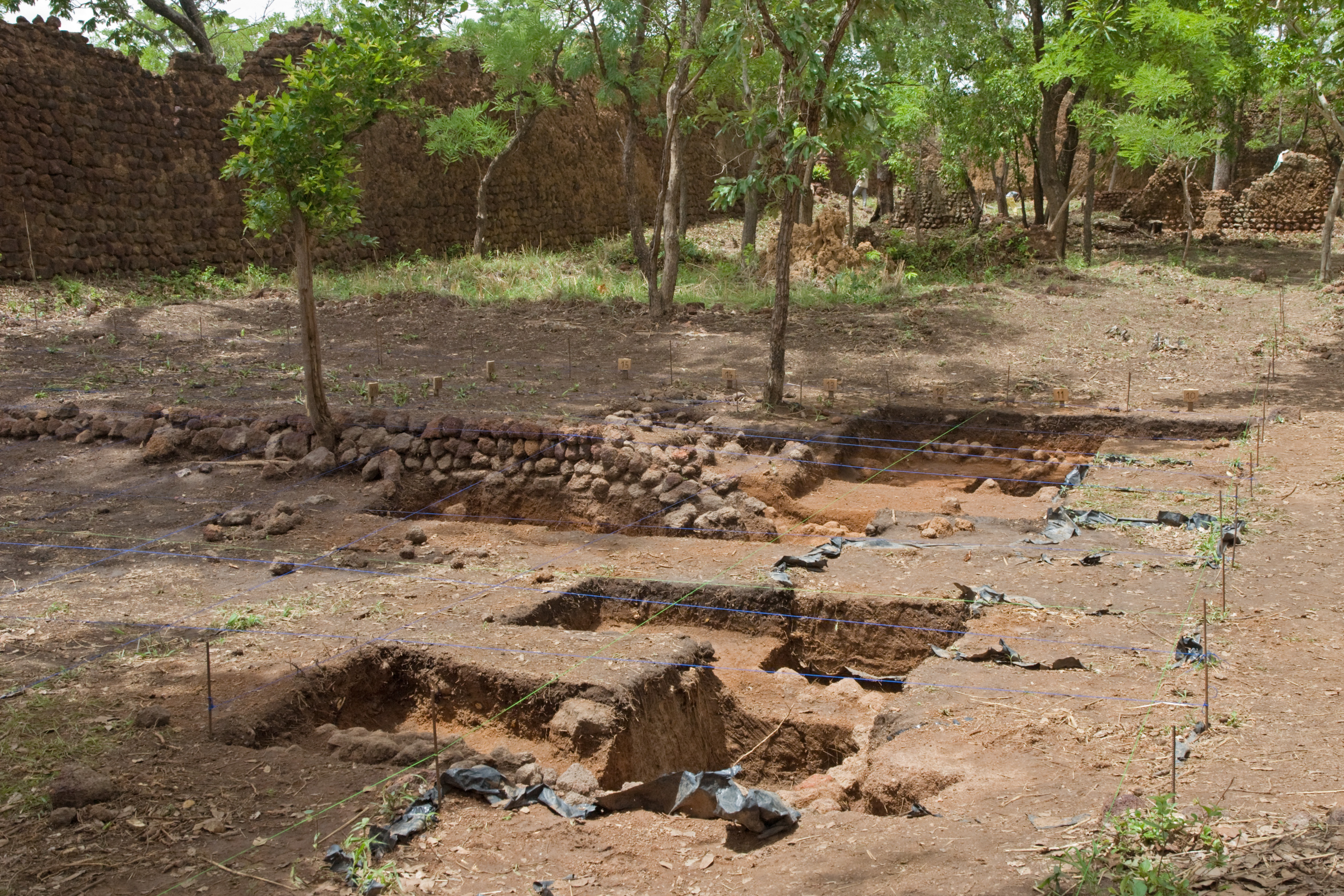
Scavi archeologici alle rovine, maggio 2016